# ورنر (داکوتای جنوبی)
ورنر(به انگلیسی: Warner) شهری در ایالت داکوتای جنوبی کشور ایالات متحده آمریکا است که جمعیت آن در سرشماری سال ۲۰۱۰ میلادی، ۴۵۷ نفر بوده‌است.